# Уилкинс, Эрни
Эрнест Брукс Уилкинс-младший (англ. Ernest Brooks Wilkins Jr.; 20 июля 1922, Сент-Луис, Миссури — 5 июня 1999, Копенгаген) — американский саксофонист, композитор и дирижёр. Лауреат премии Бена Уэбстера.

## Биография
Уилкинс научился играть на скрипке и фортепиано в детстве, прежде чем перейти на саксофон. Он изучал музыку в Университете Уилберфорса в Огайо и во время службы в ВМС США играл в группе под руководством Уилли Смита. Его первые профессиональные выступления были с оркестром Jeter-Pillars и с Джорджем Хадсоном, прежде чем он стал участником группы Эрла Хайнса в 1948 году.
В 1951 году он стал участником (вместе со своим младшим братом Джимми Уилкинсом) группы Каунта Бейси по рекомендации Кларка Терри, в которой он выступал в качестве аранжировщика и композитора. В том числе он аранжировал для них песни «One O’Clock Jump» и «Every Day I Have The Blues». В 1955 году он расстался с Бейси, чтобы работать композитором и саксофонистом в группе Диззи Гиллеспи. в 1956 году он работал на Бига Джо Тёрнера; с 1958 по 1960 год он работал с группой Гарри Джеймса.
В 1960-х годах карьера Уилкинса остановилась из-за проблем с наркотиками. Он вернулся на музыкальную сцену в конце 1960-х в качестве музыкального руководителя группы Big B-A-D. Помимо выступления в составе группы Терри и Кенни Кларка на джазовом фестивале в Монтрё в 1969 году, он написал аранжировки для специально созданного там международного биг-бэнда. В 1975 году он написал хоровую сюиту «Четыре чёрных бессмертных», которая исполнялась в мэрии и Эйвери Фишер-холле в Нью-Йорке. В конце 1970-х он отправился в европейское турне с Кларком Терри.
В 1980 году Уилкинс решил полностью уехать в Европу и поселился в Копенгагене. Там он сформировал «почти биг-бэнд Эрни Уилкинса», с которым записал четыре альбома. Помимо этого, он также работал с DR Big Band, с которым он отправился в тур по Великобритании в 1991 году, записав альбом Suite for Jazz Band, и с такими музыкантами, как Эрл Хайнс, Сонни Роллинз, Милт Джексон, Сара Воан, Лина Хорн и Куинси Джонс.
Эрни Уилкинс умер в Копенгагене 5 июня 1999 года после инсульта.

## Избранная дискография
- Kenny Clarke & Ernie Wilkins (Savoy, 1955)
- Flutes & Reeds (Savoy, 1955)
- Top Brass (Savoy, 1955)
- Trumpet Album (Savoy, 1955)
- The Drum Suite (RCA Victor, 1956)
- Day In, Day Out (1960)
- The Big New Band of the '60s (Fresh Sound, 1960)
- Here Comes the Swingin' Mr. Wilkins (Everest, 1960)
- Ernie Wilkins & the Almost Big Band (Storyville, 1980)
- Almost Big Band Live (Matrix Music Marketing, 1981)
- Live! At the Slukefter Jazz Club (Matrix Music Marketing, 1981)
- Montreux (SteepleChase, 1983)
- On the Roll (SteepleChase, 1986)
- Kaleidoduke (Polygram, 1995)
- Hard Mother Blues (P-Vine, 2007)
- Kinda Dukish (Gazell, 2012)